# えびの警察署
えびの警察署（えびのけいさつしょ）は、宮崎県警察が管轄する警察署の一つである。署長の階級は警視。
宮崎県の最西端、熊本・鹿児島両県との県境に位置することから他県ナンバーの車両の往来も多く、緊急配備発令時などには高速隊えびの分駐隊とともに宮崎県の西の関所として出入りに目を光らせる。

## 所在地
- 宮崎県えびの市大字原田3100番地1

## 管轄区域
- えびの市

## 組織
警務、会計、警備には課長が配置されておらず、係長が責任者を務める。
- 警務係（留置場）
- 会計係
- 刑事生活安全課
- 地域交通課
- 警備係

## 交番
- 飯野駅前交番（えびの市大字原田2212番地）

## 駐在所
- 京町駐在所（えびの市大字向江522番地3）
- 五日市駐在所（えびの市大字原田462番地）
- 加久藤駐在所（えびの市大字小田407番地1）
- えびの高原駐在所（えびの市大字末永1495番地4）